# Larry King Live
Larry King Live foi um talk show apresentado por Larry King na CNN de 1985 a 2010. Foi o programa mais assistido e de maior duração da emissora, com mais de um milhão de espectadores por noite.